# نيوت أرنولد
نيوت أرنولد (بالإنجليزية: Newt Arnold)‏ هو مخرج وممثل أمريكي، ولد في 22 فبراير 1922 في الولايات المتحدة، وتوفي في 12 فبراير 2000 بسبب ابيضاض الدم.

## أعمال

### أفلام
- (1988) رياضة الدم

## وصلات خارجية
- نيوت أرنولد على موقع IMDb (الإنجليزية)
- نيوت أرنولد على موقع ألو سيني (الفرنسية)
- نيوت أرنولد على موقع أول موفي (الإنجليزية)
- نيوت أرنولد على موقع قاعدة بيانات الأفلام السويدية (السويدية)
- نيوت أرنولد على موقع قاعدة بيانات الفيلم (الإنجليزية)
- نيوت أرنولد على موقع كينوبويسك (الروسية)